# Virgulariidae
Virgulariidae é uma família de corais da superfamília Pennatuloidea, ordem Scleralcyonacea.

## Géneros
Seguem os gêneros da família:
- Acanthoptilum (Kölliker, 1870)
- Grasshoffia (Williams, 2015)
- Scytalium (Herklots, 1858)
- Scytaliopsis (Gravier, 1906)
- Stylatula (Verrill, 1864)
- Virgularia (Lamarck, 1816)